# Lappträsket (Degerfors socken, Västerbotten)
Lappträsket är en sjö i Vindelns kommun i Västerbotten och ingår i Umeälvens huvudavrinningsområde. Sjön har en area på 0,277 kvadratkilometer och ligger 237 meter över havet. Sjön avvattnas av vattendraget Satmyrån.

## Delavrinningsområde
Lappträsket ingår i det delavrinningsområde (713051-165955) som SMHI kallar för Inloppet i Stor-Korbesjön. Medelhöjden är 265 meter över havet och ytan är 27,66 kvadratkilometer. Det finns inga avrinningsområden uppströms utan avrinningsområdet är högsta punkten. Satmyrån som avvattnar avrinningsområdet har biflödesordning 3, vilket innebär att vattnet flödar genom totalt 3 vattendrag innan det når havet efter 97 kilometer. Avrinningsområdet består mestadels av skog (71 procent) och sankmarker (24 procent). Avrinningsområdet har 0,8 kvadratkilometer vattenytor vilket ger det en sjöprocent på 2,9 procent.